# Edison Lighthouse
Edison Lighthouse är en brittisk popgrupp, mest aktiv i början av 1970-talet.
Gruppen fick en stor hit 1970, "Love Grows (Where My Rosemary Goes)", och upplöstes sedan kort därefter. Sångaren i gruppen, Tony Burrows, var under denna tid inblandad i flera små projekt och blev ofta inlånad till små grupper som denna.
Då gruppen upplösts uppstod en helt annan version av Edison Lighthouse, då producenter fortfarande ägde copyright på namnet, men den gruppen försvann fort.
The Arks Melodifestivalvinnare från 2007, "The Worrying Kind", anklagades för att ha plagierat "Love Grows (Where My Rosemary Goes)".

## Diskografi (i urval)
Studioalbum
- 2003 – Then There Where Two

Singlar
- 1970 – "Love Grows (Where My Rosemary Goes)" / "Every Lonely Day"
- 1970 – "She Works In A Woman's Way" / "It's Gonna Be A Lonely Summer"
- 1970 – "It's Up To You Petula" / "Let's Make It Up"
- 1971 – "What's Happening" / "Take A Little Time"
- 1971 – "My Baby Loves Lovin' " / "United We Stand"
- 1972 – "Find Mr. Zebedee" / "Reconsider, My Belinda"
- 1975 – "Oh Baby Mine" / "Edison's Theme"
- 1981 – "Endearing Young Charms" / "Living On A Roller"

Samlingsalbum
- 1971 – Already
- 1990 – Edison Lighthouse
- 2001 – The Best of Edison Lighthouse: Love Grows
- 2002 – On the Rocks
- 2002 – Love Grows With Edison Lighthouse
- 2004 – Big Girls Don't Cry